# حصادة الجزر

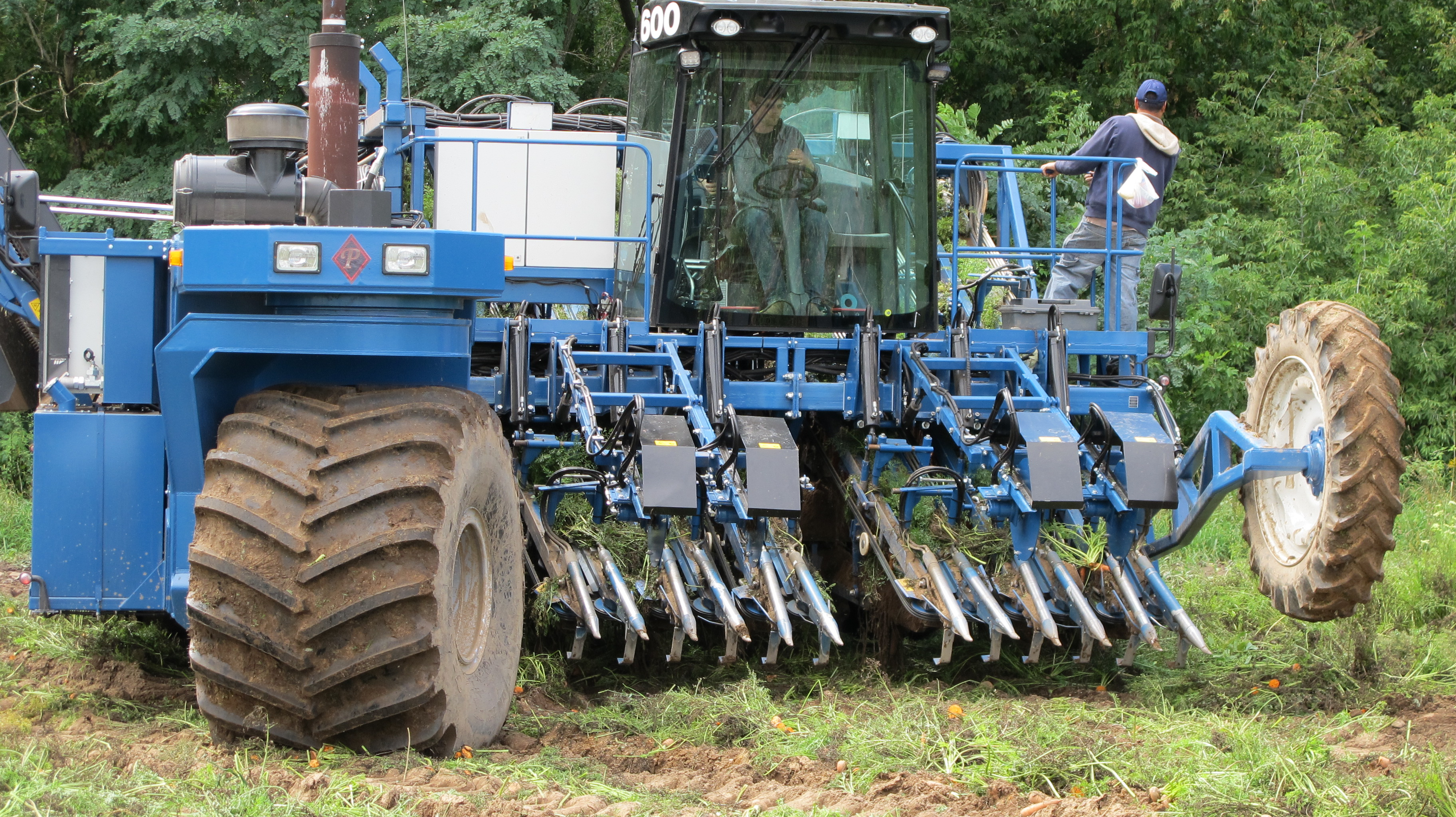
حصادة الجزر.

حصادة الجزر هي آلة مخصصة لحصد الجزر، ويتم حصد الجزر بهذه الآلة عن طريق جرارة، ومن الممكن أن تقوم بحصد 6 صفوف من الجزر في آنٍ واحد.